# Zainab Al Khawaja
Zainab Al Khawaja (21 de octubre de 1983) es una activista por derechos humanos bahreiní y una de las participantes en las protestas en Baréin de 2011-2012. Es más conocida por informar sobre las condiciones de las revueltas a través de Twitter mediante publicaciones en inglés con el sobrenombre de «AngryArabiya» («La Arabiya Enfadada»).

## Familia
Es hija de Abdulhadi al-Khawaja, expresidente del Centro de Derechos Humanos de Baréin y exdirector de la región de Oriente Medio y África del Norte en la Front Line Defenders. Su hermana Maryam participa en varias organizaciones por los derechos humanos y su cuñado Mohammed al-Maskati es el presidente de la Sociedad Juvenil de Derechos Humanos de Baréin.

## Protestas durante el levantamiento de 2011-2012
Después del arresto de su padre y su cuñado Hussain Ahmad el 9 de abril de 2011, Zainab inició una huelga de hambre exigiendo la liberación de ambos. Esta huelga duró desde el 10 de abril y hasta el 20 de abril, y dijo que: «a mi familia no les podré ayudar si me quedo en silencio como, sin poder hablar». Se le permitió visitar a su esposo a los 70 días de su arresto.
Zainab fue arrestada en varias ocasiones. Junto con otras dos mujeres, fue detenida durante siete horas el 15 de junio después de intentar realizar una sentada en una oficina de las Naciones Unidas; habiéndose quedado con su teléfono en el centro de detención, continuó publicando actualizaciones en su cuenta de Twitter, como, «Creo que la ONU podría haber entendido mal, queríamos la liberación de los presos políticos, no unirnos a ellos». Al comentar más tarde sobre el arresto, Alkhawaja declaró: «Nuestro objetivo nunca fue llegar a casa a salvo, sino obtener protección para todos los presos políticos en Baréin».
El 26 de noviembre de 2011, un periodista estadounidense vio a Al Khawaja parada sola frente a la policía antidisturbios que se aproximaba; informó que se estaban disparando proyectiles de gas lacrimógeno justo delante de su cabeza. Debido a su fama, a los agentes se les ordenó no sacarla de la carretera y finalmente se vieron obligados a hacer avanzar sus vehículos por otra ruta.
La siguiente vez que fue detenida tuvo lugar el 15 de diciembre, después de organizar una sentada en una rotonda en la calle Budaiya al oeste de Manama, la cual se hizo eco de las consignas que pedían el derrocamiento del rey Hamad bin Isa Al-Khalifa. El 21 de diciembre, fue puesta en libertad bajo fianza. Posteriormente contó a Amnistía Internacional que fue golpeada mientras estaba bajo custodia.
En otra ocasión estuvo en la cárcel desde el 12 de febrero de 2012 hasta el 20 de febrero, acusada de «reunirse y participar en una marcha no autorizada» que se dirigía a la Plaza de la Perla. Si bien las doce mujeres detenidas con ella fueron liberadas el 20 de febrero, Al Khawaja permaneció detenida. Amnistía Internacional la designó presa de conciencia «detenida únicamente por ejercer pacíficamente su derecho a la libertad de expresión y reunión» y pidió su liberación inmediata. Fue puesta en libertad el 21 de febrero. Afirmó que no había sido maltratada durante su detención, y lo atribuyó al temor del gobierno a los "malos medios de comunicación" más que al respeto de los derechos de los presos.
En abril de 2012, fue arrestada dos veces más por protestar contra la detención en curso de su padre, acusado de «agredir a un empleado público». La primera detención se produjo el 5 de abril tras una sentada en las oficinas del Ministerio del Interior.
El 21 de mayo de 2012, un tribunal de Baréin multó a Zainab con 200 dinares por insultar a un funcionario público. El 24 de mayo la corte dictaminó su arresto un mes después de haber sido declarada culpable de agredir a policías e insultar a los antidisturbios, pero fue liberada bajo fianza el 29 de mayo.
El 21, fue arrestada por sentarse en una carretera que conduce al Circuito Internacional de Baréin, un día antes del Gran Premio de Fórmula 1. Fue acusada formalmente de interrumpir el tráfico e insultar a un oficial. El 23 se renovó su detención por otros siete días. Amnistía Internacional pidió su liberación inmediata e incondicional, afirmando que había sido «detenida únicamente por ejercer sus derechos a la libertad de expresión, asociación y reunión, e instando a su liberación inmediata e incondicional».

## Arresto en 2014
En diciembre de 2014, Al-Khawaja fue condenado a tres años de prisión por romper una foto del rey Hamad. Un tribunal le dio la opción de pagar una multa para permanecer en libertad hasta su apelación. El subdirector de Amnistía para Oriente Medio y África del Norte, Said Boumedouha, dijo que "romper una foto del jefe de Estado no debería ser un delito". En junio de 2015, la sentencia se aumentó a más de cinco años. Durante la visita del secretario de Estado de Estados Unidos, John Kerry, a Baréin en abril de 2016, el ministro de Relaciones Exteriores de Baréin, Sheikh Khalid bin Ahmed Al Khalifa, dijo que Zeinab al-Khawaja sería liberada aunque el caso en su contra continuaría.
El 14 de marzo, quince jeeps de la policía antidisturbios se dirigieron a la casa de Zainab, cerraron toda la calle frente a su edificio de apartamentos y la arrestaron junto con su hijo de un año. Estuvo detenida en una comisaría de policía local con su bebé antes de ser trasladada a la prisión de mujeres de Isa Town. Los cargos presentados contra ella incluyen "destruir propiedad pública" después de que rompió dos veces una foto del rey. El 31 de mayo de 2016, las autoridades judiciales de Manama ordenaron suspender su condena y ponerla en libertad por "motivos humanitarios".
El anuncio de la liberación de Al-khawaja se produjo sólo unas horas después de que el ministro de Relaciones Exteriores británico, Philip Hammond, visitara Baréin y elogiara el "compromiso del país con la reforma continua".

## Exilio forzado
A pesar de que Al-Khawaja fue puesta en libertad, todavía tenía cargos en su contra y seguía bajo amenaza de ser arrestada nuevamente en cualquier momento. Después de que las autoridades de Baréin dijeron a la embajada danesa que la arrestarían si permanecía en allí, Al-Hawajah, que tiene la doble ciudadanía danesa-bareiní, huyó a Dinamarca inmediatamente después de su liberación. Anunció su exilio en Twitter.
Al-Khawaja continúa su trabajo en el extranjero junto a su hermana, Maryam, que también fue exiliada varios años antes, en 2014, después de que el gobierno comenzara a procesarla en represalia por su activismo.
En septiembre de 2018, Al-Khawaja se unió a una huelga de hambre frente a la embajada de su país en Londres para exigir asistencia médica y un mejor trato para los prisioneros en Baréin y anunció que iniciaría una huelga de hambre en solidaridad con Ali Mushaima, un activista bareiní que estuvo brevemente hospitalizado en su 36.º día de huelga de hambre.